# Lobivia pentlandii
Lobivia pentlandii ist eine Pflanzenart aus der Gattung Lobivia in der Familie der Kakteengewächse (Cactaceae). Das Artepitheton pentlandii ehrt den irischen Geographen und Naturforscher Joseph Barclay Pentland.

## Beschreibung
Lobivia pentlandii wächst meist gruppenbildend mit kugelförmigen bis eiförmigen, leuchtend grünen und häufig glauken Trieben, die Durchmesser von bis etwa 12 Zentimeter erreichen. Der Triebscheitel ist oft eingesenkt. Es sind zwölf bis 15 hohe Rippen vorhanden, die tief gekerbt und in lange beilförmige, scharfkantige Höcker gegliedert sind. Die darauf befindlichen Areolen stehen etwa 2 Zentimeter voneinander entfernt. Aus ihnen entspringen variable Dornen. Der einzelne Mitteldorn, der auch fehlen kann, ist 3 bis 9 Zentimeter lang. Die rückwärts gekrümmten 5 bis 15 Randdornen sind gelblich braun und werden bis zu 3 Zentimeter lang.
Die kurz trichterförmigen Blüten öffnen sich am Tag und sind in der Blütenfarbe variabel. Sie reicht von etwas purpurrosafarben bis rot, orange oder gelb. Der Blütenschlund ist oft heller. Die Blüten werden 4 bis 6 Zentimeter lang. Ihre recht kräftige Blütenröhre erreicht Durchmesser von bis zu 1 Zentimeter. Die kugelförmigen, saftig-klebrigen Früchte weisen Durchmesser von 1 bis 1,2 Zentimeter auf.

## Verbreitung, Systematik und Gefährdung
Lobivia pentlandii ist in den peruanischen Regionen Cusco und Puno sowie den bolivianischen Departamentos La Paz, Oruro, Cochabamba und Potosí in den Hochlagen der Anden weit verbreitet.
Die Erstbeschreibung als Echinocactus pentlandii durch William Jackson Hooker wurde 1844 veröffentlicht. Nathaniel Lord Britton und Joseph Nelson Rose stellten die Art 1922 in die Gattung Lobivia. Weitere nomenklatorische Synonyme sind Echinopsis pentlandii (Hook.) Salm-Dyck ex A.Dietr. (1846), Cereus pentlandii (Hook.) J.F.Cels (1862) und Echinocereus pentlandii (Hook.) K.Schum. (1894). Darüber hinaus sind zahlreiche weitere Synonyme bekannt, da die Art sehr variabel ist.
In der Roten Liste gefährdeter Arten der IUCN wird die Art als „Least Concern (LC)“, d. h. als nicht gefährdet geführt.

## Nachweise